# Iljušin Il-96
Iljušin Il-96 (rusko Ил-96) je širokotrupno štirimotorno reaktivno letalo, ki je bilo zasnovano v osemdesetih letih 20. stoletja pri konstrukcijskem biroju Iljušin v takratni Sovjetski zvezi. Krstni polet je bil leta 1988, medtem ko je bilo prometno dovoljenje prvič dodeljeno leta 1992. Proizvodnja poteka v tovarni v ruskem mestu Voronež. Doslej je bilo izdelanih trideset primerkov.
Il-96 je naslednik letala Il-86, s katerim si deli podoben zunanji izgled, vendar je letalski trup krajši, razpon kril pa večji. Il-96 poleg tega ima daljši doseg, opremljen pa je s sodobno tehnologijo. Na koncih kril so wingleti, v notranjosti pa stekleni kokpit s sistemom fly-by-wire. V pilotski kabini je oprema, ki ustreza zahodnim predpisom ter vsebuje šest LCD prikazovalnikov, inercialno in satelitsko navigacijo, kakor tudi sistem TCAS za preprečevanje trkov v zraku.
V začetku je bila proizvajana različica Il-96-300, ki je bila na voljo zgolj kot potniško letalo. Poganjajo jo štirje dvogredni turboventilatorski motorji Aviadvigatel PS-90A.
V devetdesetih letih 20. stoletja so izdelali prototipa različic Il-96M in Il-96T, ki sta bila opremljena z ameriškimi komponentami in motorji. Il-96M je bilo potniško, Il-96T pa tovorno letalo. V obeh primerih je bil letalski trup devet metrov daljši v primerjavi s prvotno različico Il-96-300. Do serijske proizvodnje različic Il-96M in Il-96T ni prišlo, saj je bil projekt leta 2001 zaradi finančnih težav dokončno opuščen.
Leta 2006 se je komercialna proizvodnja različice Il-96-300 končala, saj je bilo načrtovano, da bo jo nadomestilo novo potniško letalo Il-96-400, ki je bilo razvito iz različice Il-96M, vendar opremljeno s posodobljenimi ruskimi komponentami in motorji. Nazadnje ni bilo izdelanega nobenega primerka različice Il-96-400 za komercialno uporabo, saj so bila vsa naročila razveljavljena. Obstajala je tudi tovorna različica tega letala, imenovana Il-96-400T. Ta je bila zgrajena v treh primerkih, enega pa so pozneje predrugačili v potniško letalo za floto ruskega vojnega letalstva.
Leta 2017 je bila znova napovedana izdelava posodobljenega potniškega letala, pri čemer je bila predstavljena različica Il-96-400M. Leta 2021 so sporočili, da bo prvi prototip dokončan, vendar množične proizvodnje letala zaenkrat ne načrtujejo.
Prva uporabnica letal Il-96 je bila ruska državna letalska družba Aeroflot, ki je med letoma 1993 in 1996 v svojo floto dodala deset primerkov različice Il-96-300. Edina uporabnica zunaj Rusije je kubanska državna letalska družba Cubana, ki je leta 2005 naročila tri nova letala Il-96-300. S koncem marca 2014 so pri Aeroflotu prenehali uporabljati letala Il-96-300, eno od njih pa je septembra istega leta odkupila Cubana. Glavni uporabnici tovornih letal Il-96-400T sta bili ruski letalski družbi Atlant-Soyuz Airlines in Polet Airlines, ki sta obe do konca leta 2014 propadli. Danes je največja uporabnica letalska družba Rossiya Airlines, ki upravlja deset letal za rusko vlado. Cubana je trenutno edina komercialna uporabnica.

## Zgodovina
Il-96 je bil razvit v času Sovjetske zveze. Prva tri operativna prototipna letala so bila zgrajena v letih 1986 in 1987. Prvo dokončano prototipno letalo je 28. septembra 1988 opravilo krstni polet z letališča na Hodinskem polju v Moskvi. Prva različica za komercialno uporabo je bila imenovana Il-96-300. Rusko dovoljenje za uporabo v letalskem prometu je bilo dodeljeno 29. decembra 1992. Do tega trenutka je bilo zgrajenih devet operativnih letal, ki so bila v postopku dodeljevanja prometnega dovoljenja uporabljana za testne polete. Šlo je za prvo letalo ruske izdelave, ki mu zveza NATO ni namenila kodnega imena.
Il-96 je obdržal zunanji izgled, ki je bil podoben temu njegovega predhodnika Il-86, vendar je bil zasnovan kot popolnoma novo letalo. Prav tako je Il-96 imel večji razpon kril in winglete. Je bil načrtovan kot letalo, ki bo v floti ruske državne letalske družbe Aeroflot postopoma nadomestilo zastarela letala Il-62. Poleg tega bi se lahko novim zasebnim ruskim letalskim družbam ustvarila možnost nakupa domačega in cenejšega letala, ki ima podobne značilnosti kot uvozni letali Airbus A330 in A340. Če bi Il-96 še nadomestil letala Il-62 pri kubanskih in kitajskih državnih letalskih družbah, bi bila zagotovljena izdelava več sto primerkov. Za Il-96 se je zanimala tudi državna letalska družba Nemške demokratične republike Interflug, ki pa se je na koncu odločila za naročilo letal Airbus A310.
Po razpadu Sovjetske zveze in vzhodnega bloka je povpraševanje po letalu Il-96-300 upadlo. Pri Aeroflotu so med letoma 1993 in 1996 prevzeli deset novih primerkov. Edina uporabnica zunaj Rusije je kubanska državna letalska družba Cubana, ki je leta 2005 naročila tri nova letala. Kitajska državna letalska družba CAAC je bila po razpadu vzhodnega bloka privatizirana in preimenovana v Air China, pri čemer se je odločila za floto evropskih in ameriških letal. Izdelanih je bilo le trideset primerkov letala Il-96.
Pri Aeroflotu so po koncu prvega četrtletja 2014 zaradi nezadostne gospodarnosti upokojili preostala tri letala Il-96-300. Zadnji komercialni polet je bil opravljen 30. marca 2014 med Taškentom in Moskvo. Po tem je Cubana ostala edina komercialna uporabnica letal Il-96-300.
Il-96 v svoji zgodovini ni bil udeležen pri nobeni smrtni nesreči, a je bil en primerek uničen v požaru. Šlo je za Aeroflotov Il-96-300 z registrsko oznako RA-96010, ki je prvič poletel leta 1994. Letalo je zagorelo 3. junija 2014, ko je bilo parkirano na moskovskem letališču Šeremetjevo brez ljudi v notranjosti in v času, ko je Aeroflot tovrstna letala že prenehal uporabljati za komercialne polete.

## Različice

### Il-96-300
Prvotna različica Il-96-300 je bila na voljo zgolj kot potniško letalo. Poganjajo jo štirje dvogredni turboventilatorski motorji Aviadvigatel PS-90A, medtem ko v enem cenovnem razredu lahko sprejme do 300 potnikov.
Il-96-300 je bil med letoma 1993 in 2014 v uporabi pri Aeroflotu. Leta 2005 so tri nova letala naročili pri kubanski državni letalski družbi Cubana, ki je s tem postala edina uporabnica zunaj Rusije. Zadnje od teh treh letal je bilo dobavljeno decembra 2006. Septembra 2014 so pri Cubani začeli uporabljati še četrto letalo, a je šlo za primerek iz leta 1993, ki je bil do tega trenutka v lasti Aeroflota.

### Il-96-300PU
Il-96-300PU je predelana različica prvotnega letala, ki je bila zasnovana z namenom prevažanja ruskega predsednika. Zunanji izgled je identičen temu komercialnega letala, a je doseg podaljšan. Na krovu je tudi komunikacijska oprema, ki je težka štirinajst ton in predsedniku omogoča upravljati državo iz letala.
Prvi primerek različice Il-96-300PU z registrsko oznako RA-96012 je bil izdelan leta 1995, ko je bil predsednik Boris Jelcin. Drugi primerek z registrsko oznako RA-96016 je svoj krstni polet opravil 21. aprila 2003, ko je bil predsednik Vladimir Putin. Tretji primerek z registrsko oznako RA-96018 je prvič poletel avgusta 2007, medtem ko je četrti z registrsko oznako RA-96019 svoj krstni polet opravil februarja 2009. Leta 2013 sta bila v floto ruske vlade dodana dva primerka različice Il-96-300PU, ki imata registrski oznaki RA-96020 in RA-96021. Najnovejše letalo Il-96-300PU z registrsko oznako RA-96022 je bilo dobavljeno julija 2016.
Floto predsedniških in vladnih letal upravlja letalska družba Rossiya Airlines. Trenutno obsega deset letal Il-96, vključno s primerki različice Il-96-300 brez oznake PU. Gre za tretjino vseh izdelanih letal Il-96. Najnovejše letalo je Il-96-300 z registrsko oznako RA-96023, dobavljeno januarja 2017.

### Il-96M
Il-96M je bila posodobljena različica Il-96-300, podaljšana za devet metrov, opremljena z ameriško avioniko in poganjana z ameriškimi motorji. V treh cenovnih razredih bi lahko sprejela približno 310 potnikov, v enem pa več kot 400. Začeli so jo razvijati kratko po razpadu Sovjetske zveze z namenom izboljšanja gospodarnosti, zmanjšanja potrošnje goriva in povečanja konkurenčnosti zahodnim letalom.
Il-96M so poganjali štirje turboventilatorski motorji Pratt & Whitney PW2337 s potiskom 164,6 kN vsak. Pri podjetju Rockwell-Collins so oblikovali digitalno pilotsko kabino, s katero je bila odstranjena potreba po letalskem inženirju v vlogi tretjega člana posadke. Prototip je bil izdelan na podlagi enega od prototipov prvotnega letala, pri čemer so letalski trup podaljšali in ga prilagodili novi opremi. Krstni polet je različica Il-96M opravila 5. aprila 1993.
Projekt so že v začetku pestile težave v zvezi s financiranjem. Leta 2001 je bil dokončno opuščen, saj so bila ustavljena pogajanja z ameriško banko glede financiranja avionike in motorjev. Prototip je bil edini primerek različice Il-96M. Iz podjetja Pratt & Whitney so zaradi razveljavljenih pogodb o financiranju zahtevali vrnitev vseh dobavljenih motorjev, pri čemer so bili odstranjeni tudi motorji, nameščeni na prototip. Prav tako so bile odstranjene in proizvajalcem vrnjene vse ostale komponente ameriške izdelave. Pri Aeroflotu so predtem načrtovali naročilo sedemnajstih letal Il-96M.

### Il-96T
Il-96T je bilo tovorno letalo, ki je temeljilo na potniškem letalu Il-96M. Prav tako je bilo opremljeno z ameriško avioniko in poganjano s štirimi turboventilatorskimi motorji Pratt & Whitney PW2337. Il-96T je imel vrata za nalaganje tovora dimenzij 3,6 krat 2,6 metra, ki so bila nameščena na sprednji stranski del letalskega trupa. Prototip so zgradili iz ničle, krstni polet pa je bil opravljen 16. maja 1997.
Marca 1998 je bilo dodeljeno prometno dovoljenje ruske pristojne službe, junija 1999 pa tudi prometno dovoljenje ameriške službe FAA. Il-96T je bilo prvo rusko letalo, ki mu je FAA dodelila prometno dovoljenje. Preden je bil projekt leta 2001 dokončno opuščen, so pri Aeroflotu načrtovali naročilo treh letal. Kakor tudi v primeru potniškega letala Il-96M, je bil prototip edini primerek letala Il-96T, ameriške komponente in motorje pa so zaradi razveljavljenih pogodb o financiranju odstranili in vrnili proizvajalcem.

### Il-96-400
Prototip različice Il-96-400 je bil izdelan na podlagi prototipa različice Il-96M po odstranitvi ameriških komponent in motorjev, kar pomeni, da je v primerjavi z različico Il-96-300 letalski trup podaljšan za devet metrov. Il-96-400 v enem cenovnem razredu lahko sprejme približno 430, v treh pa približno 310 potnikov. Poganjajo ga štirje dvogredni turboventilatorski motorji Aviadvigatel PS-90A1 s potiskom 171 kN vsak, ki so predelana in izboljšana različica prvotnih motorjev. Posodobljena je tudi avionika, ki je prav tako ruske izdelave.
Avgusta 2006 je bilo poročano, da bo komercialna proizvodnja različice Il-96-300 ustavljena po dokončanju treh letal, ki so jih naročili pri Cubani, ter bo v prihodnosti namesto nje proizvajana različica Il-96-400. Za tisto naj bi se leta 2007 zanimali pri letalski družbi Air Zimbabwe in načrtovali naročilo petih letal. Leta 2013 naj bi obstajalo povpraševanje po treh letalih pri Cubani. V obeh primerih so bila vsa naročila razveljavljena, medtem ko je komercialna proizvodnja različice Il-96-400 veljala za zamrznjeno.

### Il-96-400T
Il-96-400T je tovorno letalo, zasnovano po ustavitvi projekta z različico Il-96T. Prvotno je bila načrtovana prilagoditev prototipa Il-96T ruskim komponentam in motorjem, ki bi potekala v drugi polovici leta 2001. S tem bi bila omogočena dobavitev prvega primerka ruski letalski družbi Atlant-Soyuz Airlines v začetku leta 2002. Do tega zaradi ponovnih težav s financiranjem ni prišlo, kar je vplivalo tudi na to, da so se pri Aeroflotu odločili za nakup rabljenih tovornih letal McDonnell Douglas DC-10-40.
Delo na prvem primerku različice Il-96-400T je bilo nadaljevano v začetku leta 2006, ko je bila načrtovana dobava v roku enega leta. Še naprej je bil prvi uporabnik Atlant-Soyuz Airlines, pri katerem so naročili dve letali. Poleg tega je bila za letalski družbi AirBridgeCargo iz Rusije in Silk Way Airlines iz Azerbajdžana načrtovana izdelava po deset primerkov, ki pa ni bila nikoli uresničena.
Krstni polet je bil opravljen 14. avgusta 2007. Kratko po izdelavi dveh letal za Atlant-Soyuz Airlines je bil zgrajen še tretji primerek različice Il-96-400T. Leta 2009, pred propadom letalske družbe Atlant-Soyuz Airlines 17. januarja 2011, je postala nova uporabnica vseh treh primerkov različice Il-96-400T letalska družba Polet Airlines s sedežem v Voronežu, ki jih je uporabljala, dokler tudi sama ni prenehala obratovati 24. novembra 2014. Primerek različice Il-96-400T z registrsko oznako RA-96102 je bil nazadnje predrugačen v potniško letalo Il-96-400VPU in maja 2015 dobavljen ruskemu vojnemu letalstvu.

### Il-96-400M
Il-96-400M je načrtovano potniško letalo, ki so ga iz tovarne v Voronežu prvič napovedali februarja 2017. Gre za posodobitev različice Il-96-400. Januarja 2020 so sporočili, da bo prvi prototip dokončan do konca leta, kljub temu, da še ni bilo nobenega naročila iz neke komercialne letalske družbe. Aprila 2021 je bilo poročano, da zaradi pandemije koronavirusa in splošnega upada povpraševanja po daljnosežnih potniških letalih zaenkrat ne bo množične proizvodnje različice Il-96-400M. Kljub temu pa je bilo načrtovano dokončanje prvega prototipa v drugi polovici leta 2021 ter opravljanje testnih poletov za dodelitev prometnega dovoljenja v letih 2022 in 2023.

## Tehnične specifikacije
| Različica                   | Il-96-300 | Il-96M | Il-96T | Il-96-400 |
| --------------------------- | --- | --- | --- | --- |
| Dolžina                     | 55,3 m (181 ft 7 in) | 64,7 m (212 ft 3 in) | 63,939 m (209 ft 9.28 in) | 63,939 m (209 ft 9.28 in) |
| Razpon kril                 | 60,11 m (197 ft 3 in) | 60,11 m (197 ft 3 in) | 60,11 m (197 ft 3 in) | 60,11 m (197 ft 3 in) |
| Površina kril               | 350 m² (3767,9 ft²) | 350 m² (3767,9 ft²) | 350 m² (3767,9 ft²) | 350 m² (3767,9 ft²) |
| Naklon kril                 | 30° | 30° | 30° | 30° |
| Flapi (zakrilca)            | I - 2°/3° (275 KIAS), II - 3°/25° (264 KIAS), III - 10°/25° (243 KIAS), IV - 25°/25° (210 KIAS) za vzlet, V - 40°/25° (189 KIAS) za pristanek | I - 2°/3° (275 KIAS), II - 3°/25° (264 KIAS), III - 10°/25° (243 KIAS), IV - 25°/25° (210 KIAS) za vzlet, V - 40°/25° (189 KIAS) za pristanek | I - 2°/3° (275 KIAS), II - 3°/25° (264 KIAS), III - 10°/25° (243 KIAS), IV - 25°/25° (210 KIAS) za vzlet, V - 40°/25° (189 KIAS) za pristanek | I - 2°/3° (275 KIAS), II - 3°/25° (264 KIAS), III - 10°/25° (243 KIAS), IV - 25°/25° (210 KIAS) za vzlet, V - 40°/25° (189 KIAS) za pristanek |
| Širina kabine               | 5,70 m (18,70 ft) | 5,70 m (18,70 ft) | 5,70 m (18,70 ft) | 5,70 m (18,70 ft) |
| Premer trupa                | 6,08 m (19,94 ft) | 6,08 m (19,94 ft) | 6,08 m (19,94 ft) | 6,08 m (19,94 ft) |
| Višina                      | 15,7 m (57 ft 7 in) | 15,7 m (57 ft 7 in) | 15,7 m (57 ft 7 in) | 15,7 m (57 ft 7 in) |
| Operativna prazna teža OEW  | 120.400 kg (265.198 lb) | 132.400 kg (291.630 lb) | 116.400 kg (256.387 lb) | 122.300 kg (269.383 lb) |
| Maks. teža brez goriva MZFW | 180.000 kg (403.000 lb) | | 208.400 kg (459.030 lb) | |
| Maks. pristajalna teža MLW  | 183.000 kg (403.083 lb) | 220.000 kg (484.581 lb) | 220.000 kg (484.581 lb) | 220.000 kg (484.581 lb) |
| Maks. vzletna teža MTOW     | 250.000 kg (551.000 lb) | 270.000 kg (595.000 lb) | 270.000 kg (594.713 lb) | 265.000 kg (583.700 lb) |
| Maks. tovor                 | 40.000 kg (88.105 lb) | 58.000 kg (127.753 lb) | 92.000 kg (202.643 lb) | 58.000 kg (127.753 lb) |
| Vzletna razdalja pri MTOW   | 2340 m (7677 ft) | 3000 m (9843 ft) | 2700 m (8858 ft) | 2700 m (8858 ft) |
| Pristajalna razdalja        | 860 m (2821 ft) | 1800 m (5906 ft) | 1650 m (5511 ft) | 1650 m (5511 ft) |
| Potovalna hitrost           | 0,78 do 0,84 Mach ali 850 do 870 km/h TAS (459 to 469 KTAS)                                                                                   | 0,78 do 0,84 Mach ali 850 do 870 km/h TAS (459 to 469 KTAS)                                                                                   | 0,78 do 0,84 Mach ali 850 do 870 km/h TAS (459 to 469 KTAS)                                                                                   | 0,78 do 0,84 Mach ali 850 do 870 km/h TAS (459 to 469 KTAS)                                                                                   |
| Maks. hitrost               | 0,84 Mach or 900 km/h IAS (485 KIAS) | 0,84 Mach or 900 km/h IAS (485 KIAS) | 0,84 Mach or 900 km/h IAS (485 KIAS) | 0,84 Mach or 900 km/h IAS (485 KIAS) |
| Največja višina leta        | 13100 m (43000 Ft) | 13100 m (43000 Ft) | 13100 m (43000 Ft) | 13100 m (43000 Ft) |
| Potovalna višina            | 9000 to 12000 m (29527 do 39370 Ft) | 9000 to 12000 m (29527 do 39370 Ft) | 9000 to 12000 m (29527 do 39370 Ft) | 9000 to 12000 m (29527 do 39370 Ft) |
| Doseg z maks. tovorom       | 11.500 km (6.209 nmi) | 12.800 km (6.907 nmi) | 5.000 km (2.699 nmi) | 10.000 km (5.400 nmi) |
| Doseg z maks. gorivom       | 13.500 km (7.289 nmi) | 15.000 km (8.100 nmi) | 12.000 km (6.479 nmi) | 12.000 km (6.479 nmi) |
| Kapaciteta goriva           | 152.620 l (40.322 US gal) | 152.620 l (40.322 US gal) | 152.620 l (40.322 US gal) | 152.620 l (40.322 US gal) |
| Motorji (x4)                | Aviadvigatel PS-90A | Pratt & Whitney PW2000 | Pratt & Whitney PW2337 ali Aviadvigatel PS-90A1                                                                                               | Aviadvigatel PS-90A1 |
| Potisk motorjev (x4)        | PS-90A: 16.000 kg (35.242 lb) N2:10425 RPM | 17.030 kg (37.511 lb) N2:12.360 RPM | PW2337: 17.030 kg (37.511 lb) N2:12.360 RPM                                                                                                   | PS-90A1: 17.400 kg (38.326 lb) |
| Teža motorjev (x4)          | 2950 kg (6497 lb) | 3314 kg (7300 lb) | PW2337: 3314 kg (7300 lb) | 2950 kg (6497 lb) |
| Posadka                     | 3 | 2 | 2 | 2-3 |
| Število potnikov 3-razredi  | 237 | 307 | | 315 |
| Število potnikov 2-razreda  | 263 | 340 | | 386 |
| Število potnikov 1-razred   | 300 | 420 | | 436 |
| Kapaciteta tovora           | F.H.1: 9.000 kg (spredaj) F.H.2: 15.000 kg (zadaj) F.H.3: 1.000 kg (zadaj) 6 LD3 (spredaj) 10 LD3 (zadaj)                                     | | 580m³ na glavnem krovu 114m³ spredaj v podkrovju 82m³ zadaj v podkrovju 18 LD3 (spredaj) 14 LD3 (zadaj)                                       | 114m³ spredaj v podkrovju 82m³ zadaj v podkrovju 18 LD3 (spredaj) 14 LD3 (zadaj)                                                              |

Podatki iz Ilyushin Aviation Complex, FAA  Certification Document A54NM in Il-96-300 Pilot Manual